# Felix Buttersack (Mediziner)
Felix Eberhard Buttersack (* 14. Oktober 1865 in Ludwigsburg; † 9. März 1950 in Göttingen) war ein deutscher Militärarzt und Schriftsteller.

## Leben
Felix Buttersack studierte Medizin und promovierte 1887 in Berlin mit der Arbeit Ueber Osteoklasie (gewaltsames Zerbrechen verkrümmter Knochen). Von 1890 bis 1892 arbeitete er im Reichsgesundheitsministerium, von 1896 bis 1901 an der ersten medizinischen Klinik in Leiden. Später wurde er Generalarzt in Göttingen. Im Ersten Weltkrieg erhielt er militärische Auszeichnungen. 1920 wurde er Oberregierungsmedizinalrat sowie Leiter des Hauptversorgungsamtes in Münster und 1924 in den Ruhestand versetzt. Danach lebte er als Schriftsteller und Privatgelehrter in Göttingen.
Buttersack blieb unverheiratet.

## Werk
Buttersack arbeitete zunächst auf dem Gebiet der Physiologie und der inneren Medizin. In anderen Arbeiten behandelte er die Geschichtsforschung, die praktische Sozialpolitik, die psychische und Beschäftigungstherapie und die Bedeutung des Grundbindegewebes in Physiologie und Pathologie. Nach seiner Versetzung in den Ruhestand widmete er sich vermehrt Grenzfragen der Medizin und außersinnlichen Phänomenen.
Seine medizinischen, weltanschaulichen und okkulten Schriften fanden Anfang des 20. Jahrhunderts vor allem in rechtsnationalen Kreisen Aufmerksamkeit und sind von rassistischem Gedankengut durchsetzt. In seiner Hetzschrift Wider die Minderwertigkeit! von 1926 forderte Buttersack, der Staat solle „Schwachsinnigen, Schwindsüchtigen, Krüppeln, konstitutionellen Verbrechern, Geisteskranken, Fürsorgezöglingen und Hilfsschülern menschenfreundlicherweise [sic!] zum Tode verhelfen“. Über die Schrift Wider die Minderwertigkeit! urteilte Stavros Zurukzoglu: „Die vorliegende Monographie behandelt die Fragen der Eugenik mit großer Geschicklichkeit. Schade, daß der Verfasser den Boden der Sachlichkeit und des wissenschaftlichen Kritizismus verläßt und sich seinen Minderwertigkeitsbegriff allzu sehr als Generalarzt zurechtlegt! […] Die Schrift ist als Kampfmittel gegen die Gleichgültigkeit in rassenhygienischen Dingen wohl zu brauchen, nicht aber als Grundlage für eventuell zu ergreifende praktische Maßnahmen.“
1929 publizierte er seine Pyramide der Medizin, deren vier Seiten von Naturerkenntnis, Philosophie, Kunst und Religiosität gebildet werden und die keiner ganz durchklettern kann.
Vor 1933 unterstützte Buttersack eine unter dem Tarnnamen „Archiv für berufsständische Rassenstatistik“ von der Göttinger NSDAP betriebene Datensammlung zur Erfassung aller Juden, die später Grundlage des Arierparagraphen wurde. Obwohl Buttersack ein geistiger Wegbereiter der NS-Euthanasie war, gehörte er der NSDAP selbst nie an. In einer politischen Beurteilung vom Oktober 1939 bezeichnete die Partei ihn sogar als „instinktlosen Halbidioten“, unternahm aber nichts Schwerwiegendes gegen ihn. Buttersacks nach dem Krieg von Julius Hartmann aus dem Nachlass herausgegebener Band Unsichtbare Mächte stellt sich in die Reihe populärer esoterischer Sachbücher dieser Jahre und klammert politisches Gedankengut weitgehend aus.

## Schriften
- Ueber Osteoklasie. Schade, Berlin 1887.
- Ueber das Vorkommen und die Beurtheilung perikardialer Geräusche bei anscheinend gesunden Herzen. In: Festschrift zur 100jährigen Stiftungsfeier des medizinisch-chirurgischen Friedrich-Wilhelms-Instituts. Hirschwald, Berlin 1895.
- Nichtarzneiliche Therapie innerer Krankheiten. Hirschwald, Berlin 1901 (2. Auflage 1903).
- als Lasirifa: Erholungs- und Kurorte. Nach ihren Höhenlagen zusammengestellt. Hirschwald, Berlin 1909.
- Die Elastizität, eine Grundfunktion des Lebens. Enke, Stuttgart 1910.
- Latente Erkrankungen des Grundgewebes, insbesondere der serösen Häute. Enke, Stuttgart 1912.
- Wider die Minderwertigkeit! Die Vorbedingung für Deutschlands Gesundung. Skizzen zur Völker-Pathologie. Kabitzsch, Leipzig 1926.
- Triebkräfte des Lebens. Enke, Stuttgart 1929.
- Auf- und Niedergang im Völkerleben. Biologische Gesetze. Pan Verlag, Berlin 1933.
- Von der Zellenlehre zur Funktionenschau. Hippokrates-Verlag, Stuttgart/Leipzig 1933.
- als Herausgeber: Ärztliche Weisheit. Verklungene Stimmen wieder zum Klingen gebracht. [Nordmark Werke], [Hamburg] 1935.
- Körperloses Leben. Diapsychicum. Ausblicke eines erweiterten Arzttums. Engelmann, Leipzig 1936.
- Streuung (Irradiation) von Reizen, Ansprechbarkeit und andere Geheimnisse des Lebens. Müller & Kiepenheuer, Potsdam/Berlin 1936.
- Seelenstrahlen und Resonanz. Beobachtungen und Schlüsse. Engelmann, Leipzig 1937 (auch Ratio-Verlage, München 1939).
- Außersinnliche Welten. Kröner, Stuttgart 1939.
- Zu den Pforten des Magischen. Studien über die Grenzen der exakten Erkenntnis. Kröner, Stuttgart 1941.
- Unsichtbare Mächte. Musterschmidt, Göttingen 1950.